# Dridza-See
Der Dridza-See  (lettisch: Drīdža ezers oder Drīdzis, lettgallisch: Dreidzs, deutsch: Drissa-See) ist ein ca. 7,5 km² großer See in Lettland, in der Provinz Latgale, etwa 5 km nordöstlich von Krāslava (deutsch: Kraslau).
Er ist mit 65,1 Metern Tiefe der tiefste See der baltischen Länder. Im See liegen 9 Inseln (Apšu, Bernātu (13,9 ha), Liepu, Ozolu, Pizānu, Upes und Zemā), deren Gesamtfläche 18,7 Hektar beträgt.
Der See gehört zum Einzugsgebiet der Daugava. Er befindet sich in einer Kette von Seen, die zum Ende der letzten Eiszeit entstanden. Das unter Naturschutz stehende Gebiet ist Sammel- und Nistplatz für zahlreiche Vogelarten.